# Ruta Estatal de Nevada 341
La Ruta Estatal de Nevada 341, y abreviada SR 341 (en inglés: Nevada State Route 341) es una carretera estatal estadounidense ubicada en el estado de Nevada. La carretera se inicia en el Oeste desde la US 50     en Dayton hacia el Este en la SR 430  , SR 431   en Reno. La carretera tiene una longitud de 36 km (22.389 mi).

## Mantenimiento
Al igual que las autopistas interestatales, y las rutas federales y el resto de carreteras estatales, la Ruta Estatal de Nevada 341 es administrada y mantenida por el Departamento de Transporte de Nevada por sus siglas en inglés Nevada DOT.

## Cruces
La Ruta Estatal de Nevada 341 es atravesada principalmente por la  SR 342     en Virginia City.